# Jane Pierce
Jane Means Appleton Pierce  (Hampton (New Hampshire), 12 maart 1806 - Andover (Massachusetts), 2 december 1863) was de echtgenote van Amerikaans president Franklin Pierce en de first lady van het land tussen 1853 en 1857.
Ze was de dochter van dominee Jesse Appleton; na zijn dood verhuisde haar moeder met de familie naar Amherst, New Hampshire. Ze ontmoette Franklin Pierce, een jonge advocaat met veel ambities. Alhoewel ze zich al snel tot elkaar aangetrokken voelden, trouwden ze pas toen ze 28 was, wat verrassend was gezien de vroege huwelijken in die tijd. Haar familie was echter tegen het huwelijk en zij probeerde de politieke ambities van haar man in te tomen. De dood van hun zoontje die drie dagen oud werd, de komst van een nieuwe baby en het feit dat Jane niet graag in Washington D.C. was, zorgden ervoor dat Franklin vroegtijdig met pensioen ging in 1842, terwijl in feite zijn carrière als senator vrij goed ging. Het volgende jaar stierf hun tweede zoontje aan tyfus.
In de Mexicaans-Amerikaanse Oorlog werd Pierce brigadier-generaal en een oorlogsheld. Pierce keerde veilig terug naar huis en de volgende vier jaar woonden ze in Concord, New Hampshire, in de gelukkigste periode uit hun leven, waarin Jane hun zoon Benjamin zag opgroeien.
In 1852 maakten de democraten van Franklin de nieuwe presidentskandidaat. Jane viel flauw toen ze het nieuws hoorde. Hun zoon schreef in een brief aan zijn moeder: 'ik hoop dat hij niet gekozen wordt, ik wil niet naar Washington en ik weet dat jij ook niet wilt gaan'. Maar de president overtuigde Jane dat het goed zou zijn voor het verdere leven van hun zoon.
Het gezin reisde via de trein van Andover, Massachusetts naar Lawrence, Massachusetts op 6 januari 1853 toen hun wagon ontspoorde. Franklin en Jane waren slechts lichtgewond maar hun zoon stierf voor hun ogen. De hele naties deelde in het verdriet. De inauguratie op 4 maart vond plaats zonder de aanwezigheid van Jane. Niet veel later overleed ook de vorige first lady Abigail Fillmore die een longontsteking had opgedaan op de inauguratie van Franklin, en een maand later volgde ook vicepresident William R. King.
Jane moest zichzelf dwingen om de sociale verplichtingen die de taak van first lady met zich meebracht te vervullen. Ze had veel steun aan Abigail Kent, een vriendin van haar kindertijd die nu met haar oom getrouwd was.
In 1863 overleed Jane; ze werd naast haar zoon begraven.